# 2005 en Afrique
Liste d'évènements de l'année 2005 en Afrique, sauf dans les pays ayant leur propre article.

## Organisations internationales

### Union africaine
- Le premier sommet des chefs d'État du Conseil de paix et de sécurité (CPS) de l'Union africaine (UA) s'est tenu à Libreville (Gabon) les 10 et 11 janvier 2005. Ce sommet était consacré à la situation en Côte d'Ivoire, en République démocratique du Congo et au Darfour.
- Le sommet de l'Union africaine s'est réuni les 30 et 31 janvier à Abuja (Nigeria). L'ordre du jour portait sur la sécurité alimentaire, la lutte contre les pandémies comme le VIH-sida, le paludisme et la poliomyélite, ainsi que sur le Nouveau partenariat pour le développement de l'Afrique (NEPAD) et la résolution des conflits sur le continent, notamment en Côte d'Ivoire et au Darfour.

Au cours de ce sommet, plusieurs décisions ont été prises :
- La mise en place en Somalie d'une force de paix composée de 5 000 à 7 000 hommes pour aider à la stabilisation du pays. Son organisation est confiée à l'Autorité régionale intergouvernementale de Développement (Igad), qui rassemble la Somalie et les pays limitrophes (Kenya, Éthiopie, Djibouti, Soudan). Dans un premier temps, son mandat serait limité à la protection de l'installation au pays du gouvernement somalien.
- Le déploiement d'une force militaire pour désarmer les rebelles rwandais accusés d'être impliqués dans le génocide de 1994 au Rwanda et réfugiés depuis en République démocratique du Congo.

Kofi Annan, secrétaire général de l'ONU a souhaité un renforcement du lien entre l'ONU et l'Union africaine afin que l'Afrique atteigne en 2015 les objectifs du millénaire. Il a notamment déclaré que « l'Afrique n'est pas dans les temps pour atteindre les objectifs de développement de la Déclaration du Millénaire. Mais elle peut atteindre ces objectifs si le partenariat mondial promis depuis longtemps se mobilise totalement ».
La question de la meilleure représentation de l'Afrique au sein du Conseil de sécurité de l'ONU a été repoussée à la suite d'un désaccord entre pays membres de l'Union africaine. Ce dossier a été confié à une commission composée de quinze pays qui se réunira au Swaziland du 20 au 22 février avant d'être abordé par un conseil extraordinaire des ministres des Affaires étrangères de l'Union africaine à Addis-Abeba début mars.
Le mandat du président en exercice, Olusegun Obasanjo, président du Nigeria, a été prolongé de juillet 2005 à janvier 2006. Les prochains sommets auront lieu en Libye en juillet 2005 et au Soudan en janvier 2006.
- Le conseil exécutif de l'Union africaine, réuni les 7 et 8 mars 2005 à Addis-Abeba (Éthiopie), a décidé de proposer que l'Afrique soit représentée par deux membres permanents au Conseil de sécurité des Nations unies. Ces deux représentants devront avoir les mêmes droits que les autres membres du conseil de sécurité, notamment le droit de veto.
- Un sommet de l’Union africaine s’est tenu à Syrte (Libye) les 4 et 5 juillet 2005. Les chefs d’État africains ont demandé au G8 d’annuler totalement la dette de l’ensemble des pays africains et réclamer que le continent soit représenté par deux membres permanents au Conseil de sécurité des Nations unies.

### Communauté économique des États de l'Afrique de l'Ouest
- Mamadou Tandja, président du Niger, a été élu le 19 janvier 2005, président de la Communauté économique des États de l'Afrique de l'Ouest, en remplacement du ghanéen John Kufuor.
- Février 2005: La CEDEAO a condamné la prise de pouvoir de Faure Gnassingbé au Togo lors du décès de son père Gnassingbé Eyadema

### Communauté économique et monétaire de l'Afrique centrale
- Le sommet des chefs d'État de la Communauté économique et monétaire de l'Afrique centrale (CEMAC) a eu lieu le 11 février 2005 à Libreville (Gabon) avec la présence des présidents de la République centrafricaine François Bozizé, du Congo-Brazzaville Denis Sassou-Nguesso, de Guinée équatoriale Teodoro Obiang Nguema Mbasogo, du Tchad Idriss Déby, du Gabon Omar Bongo (président en exercice de la Cémac) ainsi que de Abdou Diouf, secrétaire général de l'Organisation internationale de la francophonie. Le président camerounais Paul Biya est représenté par le président de l'Assemblée nationale. Le sommet a porté essentiellement sur des aspects économiques, notamment la création de la compagnie aérienne sous-régionale Air CEMAC en partenariat avec le groupe Royal Air Maroc.

Le sommet a également abordé la situation au Togo et a reçu une délégation conduite par Kokou Tozoun, ministre des Affaires étrangères. Le communiqué final invite « la Communauté internationale à encourager les autorités togolaises à tout mettre en œuvre en vue d'un retour rapide et apaisé du processus démocratique dans le pays ».
Omar Bongo Ondimba, président en exercice de la cémac a laissé sa place à Teodoro Obiang Nguema, président de la Guinée équatoriale.

### Union économique et monétaire ouest-africaine (UEMOA)
Mamadou Tandja, président du Niger a été reconduit à la présidence en exercice de l'UEMOA lors du sommet de cette organisation à Niamey (Niger) le 30 mars 2005. Différents chefs d'État ont participé au sommet : Abdoulaye Wade (Sénégal), Mathieu Kérékou (Bénin), Blaise Compaoré (Burkina Faso), Amadou Toumani Touré (Mali), Henrique Rosa (Guinée-Bissau) et Mamadou Tandja (Niger). Le Togo était représenté par Koffi Sama, premier ministre et la Côte d'Ivoire par Théodore Mel Eg, ministre de l'Intégration régionale et de l'Union africaine. Dans un communiqué final, l'UEMOA s'est félicitée « des résultats obtenus en matière de stabilité des prix dans l'Union du fait d'un meilleur approvisionnement des marchés en produits alimentaires » et a « salué les actions mise en œuvre pour préserver la valeur de la monnaie commune », le franc CFA.

### Autres organisations
- Un forum des jeunes pour la paix et le développement s'est tenu du 10 au 12 janvier 2005 à Conakry (Guinée). Organisé par le PNUD (Programme des Nations unies pour le développement) en collaboration avec la Communauté économique des États de l'Afrique de l'Ouest (CEDEAO), il a réuni une cinquante de jeunes de la Côte d'Ivoire, de la Guinée, du Liberia et de la Sierra Leone, représentants d'associations estudiantines, de responsables des organisations nationales des jeunes, ainsi que des jeunes des zones rurales et des zones frontalières de ces quatre pays. Ces jeunes se sont engagés à contribuer à la consolidation de la paix et au développement de la sous-région ouest-africaine, à promouvoir le rôle des jeunes dans le processus de paix et de développement en Côte d'Ivoire, et au sein de l'Union du fleuve Mano (UFM, regroupant Guinée, Liberia et Sierra Leone).
- La rencontre d'évaluation du processus de Bamako (2000), portant sur les « institutions et pratiques démocratiques dans l'espace francophone », a été organisé à Dakar (Sénégal) les 4 et 5 janvier 2005, par l'Organisation internationale de la francophonie en partenariat avec le Haut commissariat aux Droits de l'homme et à la promotion de la Paix au Sénégal.
- ONU : Le Bénin, membre non permanent du conseil de sécurité depuis le 23 octobre 2003 en assurera la présidence durant le mois de février 2005.
- Pays ACP - Union européenne : La 9e session de l'Assemblée parlementaire paritaire Union européenne – pays ACP (Afrique Caraïbe Pacifique) s'est tenue du 18 au 22 avril 2005 à Bamako (Mali). Au cours de cette session, les « pays du sud » ont demandé à l'Union européenne de prendre des mesures concrètes contre la pauvreté. Ainsi, dans une déclaration intitulée Déclaration de Bamako sur les objectifs du millénaire pour le développement, ils demandent l'annulation de la dette, des mesures visant à établir des règles commerciales plus équitables, un partenariat plus réel et l'accroissement du flux financier à destination des pays en développement. Parallèlement, les pays ACP doivent lutter efficacement contre la corruption, améliorer la gestion des dépenses publiques et renforcer les politiques sectorielles dans le domaine social, notamment en matière de santé et d'éducation.

## Élections
- Burkina Faso : Blaise Compaoré, président sortant est réélu au premier tour de l’élection présidentielle le 13 novembre.

- Burundi : Aux élections communales organisées le 3 juin, le Conseil national pour la défense de la démocratie (CNDD, anciens rebelles des Forces pour la défense de la démocratie)les Forces pour la défense de la démocratie (FDD) arrive largement en tête. Le CNDD emporte également les élections législatives du 4 juillet.

- Djibouti : L'élection présidentielle du 8 avril a été remportée par Ismail Omar Guelleh, président sortant et unique candidat, l’opposition appelant à boycotter ces élections, estimant que les conditions n’étaient pas réunis pour une élection « honnête, libre et transparente ».

- Éthiopie : Aux élections législatives organisées le 15 mai, le Front démocratique révolutionnaire des peuples éthiopiens (FDRPE), coalition de partis au pouvoir, obtient la majorité des 547 sièges de la Chambre des représentants du peuple. L’opposition dénonce des fraudes ; des manifestations ont lieu à Addis-Abeba. Les dirigeants de l’opposition sont arrêtés par les forces de l’ordre.

- Gabon : Le président sortant Omar Bongo a été réélu avec 79,18 % des suffrages selon les résultats officiels lors de l’élection présidentielle du 27 novembre. L’opposition dénonce les fraudes massives constatées lors du scrutin.

- Guinée : Le Parti de l'unité et du progrès (PUP) arrive largement en tête des élections des conseillers communaux et communautaires.

- Guinée-Bissau : À l’issue du second tour de l’élection présidentielle, João Bernardo Vieira est élu avec plus de 55 % des voix.

- Lesotho : Premières élections locales le 30 avril.

- Liberia : Ellen Johnson Sirleaf emporte l’élection présidentielle au second tour face à George Weah, arrivé en tête au premier tour. Celui-ci a dans un premier temps dénoncé des fraudes avant de reconnaître la victoire de la première femme présidente en Afrique.

- Maurice : L’opposition regroupée dans l’alliance sociale remporte les élections législatives le 3 juillet.

- République centrafricaine : François Bozizé, président sortant, emporte avec 64,6 % des voix l’élection présidentielle face à Martin Ziguélé lors du deuxième tour le 8 mai. Aux élections législatives, la coalition présidentielle obtient la majorité relative.

- République démocratique du Congo : Une nouvelle constitution est adoptée par référendum, ouvrant la voie à une série d’élections prévues jusqu’au 30 juin 2006 pour mettre un terme à la transition démocratique.

- Somaliland : Aux élections législatives du 29 septembre, l’Union des démocrates (Udub, parti au pouvoir) obtient 33 sièges, le Kulmiye (solidarité) et le Parti pour la justice et le bien-être, deux partis d’opposition, obtiennent respectivement 28 et 21 sièges.

- Tanzanie : Le 14 décembre, l'ancien ministre des Affaires étrangères tanzanien, Jakaya Kikwete, candidat du Chama Cha Mapinduzi (CCM) remporte l'élection présidentielle en Tanzanie, avec 80,3 % des voix.

- Togo : Le 24 avril, Faure Gnassingbé est élu président au cours d’une élection controversée.

- Zimbabwe : Le 31 mars, l'Union nationale africaine du Zimbabwe - Front patriotique (Zanu-PF), parti du président Robert Mugabe, remporte les élections législatives. Des fraudes massives sont dénoncées par l’opposition.

## Conflits et guerres civiles

### Côte d'Ivoire
- Le 11 janvier, Thabo Mbeki, président de l'Afrique du Sud, mandaté par l'Union africaine s'est rendu à Yamoussoukro, capitale politique de la Côte d'Ivoire afin d'assister au conseil des ministres. Les ministres de Forces nouvelles (mouvement de la rébellion) n'ont pas assisté à ce conseil. Selon l'Agence France-presse (AFP), leur absence a été interprétée comme « un signe de mécontentement contre les conclusions de ce sommet, qui a reconnu au président Laurent Gbagbo le droit d'aller au référendum pour adopter la révision de l'article 35 de la Constitution sur les conditions d'éligibilité à la présidence de la République ».
- Le 22 janvier, l'Opération des Nations unies en Côte d'Ivoire (ONUCI) a autorisé le gouvernement ivoirien à réparer son aviation détruite le 6 novembre 2004 par les militaires français de l'opération Licorne, sans qu'il soit possible de la réarmer. Guillaume Soro, secrétaire général des Forces nouvelles considère que « c'est un acte grave par rapport au processus de paix ». Le 23 janvier, au cours d'une conférence de presse à Bouaké, il a déclaré : « Pour qu'il y ait désarmement, il faut un environnement de confiance. On ne désarme pas dans la méfiance encore moins dans la défiance ».
- Le président sud-africain Thabo Mbeki a reçu le 23 janvier à Pretoria des représentants de l'opposition ivoirienne afin de discuter du processus de paix. Alassane Dramane Ouattara, candidat du Rassemblement des républicains (RDR) et Lambert Kouassi Konan, vice-président du Parti démocratique de Côte d'Ivoire (PDCI) ont d'abord été reçu, avant Guillaume Soro, chef de la rébellion des Forces nouvelles. Alassane Dramane Ouattara a fait part de son souhait que l’élection présidentielle prévue en octobre 2005 soit organisée par les Nations unies afin qu'elles « ne soient contestées par personne ».
- Le conseil de sécurité des Nations unies a adopté à l'unanimité le 1er février une résolution présentée par la France renforçant l'efficacité de l'embargo sur les armes. Cette résolution 1584 autorise les casques bleus de l'Opération des Nations unies en Côte d'Ivoire (Onuci) et les soldats français de l'opération Licorne à inspecter sans préavis les cargaisons des avions et de tout véhicule de transport utilisant les ports, aéroports, champs d'aviation, bases militaires et postes frontières. Pascal Affi N'Guessan, président du Front populaire ivoirien, le parti du président Laurent Gbagbo, a déclaré être surpris et déçu par cette mesure qu'il qualifie de « provocation inutile ».
- Le secrétaire général des Nations unies, dans un rapport du 24 mars 2005 sur la situation en Côte d'Ivoire, indique qu'« en dépit des efforts méritoires que le Président Mbeki a entrepris au nom de l'Union africaine et des perspectives encourageantes qu'ouvre le plan d'action de l'Union africaine, le pays reste effectivement divisé ». Il s'inquiète du déclin économique du pays, de la persistance des violations des droits de l'Homme, du non désarmement des miliciens et des combattants des Forces nouvelles. Craignant une confrontation grave dans le pays, il déclare : « Il existe un réel danger de voir la situation devenir incontrôlable, cette évolution pouvant entraîner des conséquences incalculables pour la population ivoirienne et la sous-région dans son ensemble ».
- Quatre partis politiques de l'opposition, le Parti démocratique de Côte d'Ivoire (PDCI), le Rassemblement des républicains (RDR), l'Union pour la démocratie et la paix en Côte d'Ivoire (UDPCI) et le Mouvement des forces d'Avenir (MFA) ont, dans une déclaration commune, demandé « avec insistance au Conseil de sécurité de l'ONU le renouvellement du mandat de la Force Licorne et son maintien en Côte d'Ivoire jusqu’à la fin du processus électoral, en appui aux Forces de l'ONU ». Ils ont exprimé leur soutien à la médiation entamé par Thabo Mbeki, président de l'Afrique du Sud et demandé aux Forces nouvelles de s'inscrire dans le processus de paix.
- Dans un rapport publié le 31 mars 2005, l'organisation de défense des Droits de l'Homme Human Rights Watch (HRW) indique que plusieurs « centaines de combattants du Liberia récemment démobilisés, dont de nombreux enfants de moins de 18 ans » ont été recrutés par le gouvernement ivoirien depuis le début de la guerre civile.
- Thabo Mbeki, président de l'Afrique du Sud et médiateur mandaté par l'Union africaine pour la guerre civile en Côte d'Ivoire a réuni les 4 et 5 avril à Pretoria les différents protagonistes du conflit : le président Laurent Gbagbo, le premier ministre Seydou Diarra, Guillaume Soro (Forces nouvelles), Alassane Ouattara (Rassemblement des républicains), Henri Konan Bédié (Parti démocratique de Côte d'Ivoire). L'accord de Pretoria a été conclu qui prévoit le désarmement des forces rebelles et des différentes milices progouvernementales. La question sur l'éligibilité à la présidence de la République n'a pu être tranchée. Thabo Mbeki se donne une semaine pour faire des propositions, après avoir consulté Olusegun Obasanjo, président nigérian et président de l'Union africaine et Kofi Annan, secrétaire général de l'ONU. L'élection présidentielle reste prévue pour octobre 2005. Laurent Gbagbo s'est félicité de cet accord, tout comme l'Union africaine, dont le président de la commission Alpha Oumar Konaré a félicité la médiation de Thabo Mbeki. Guillaume Soro a annoncé le retour imminent au gouvernement des ministres membres des Forces nouvelles.
- Le 30 octobre, l’élection présidentielle prévue pour mettre un terme au processus de paix issu des accords de Marcoussis devait se dérouler. Elle est reportée. Le Président Laurent Gbagbo a déclaré qu’il se maintiendra en tant que président alors que l’opposition réclame son départ. Le Conseil de sécurité des Nations unies accepte le maintien pour une durée d'un an maximum du président qui doit nommer un nouveau premier ministre acceptable par tous qui nommera un gouvernement d'unité chargé d'organiser des élections générales.
- Le 4 décembre, Charles Konan Banny, gouverneur de la Banque centrale des États de l'Afrique de l'Ouest (BCEAO), a été désigné Premier ministre. Cette nomination est intervenue à l’issue de la visite à Abidjan d’Olusegun Obasanjo, président de l’Union africaine et de Thabo Mbeki, président de l’Afrique du Sud
- Le 15 décembre, Le Conseil de sécurité des Nations unies a adopté une résolution prorogeant jusqu’au 15 décembre 2006 certaines dispositions de la résolution 1572 adoptée le 15 novembre 2004, notamment l’embargo sur les ventes d’armes à destination de la Côte d’Ivoire et les sanctions contre les personnes entravant le processus de paix. La nouvelle résolution instaure également un embargo contre l’importation de diamant en provenance de Côte d’Ivoire.
- Le 28 décembre, le Premier ministre Charles Konan Banny a formé son gouvernement d'unité nationale avec 32 ministres issus du parti présidentiel le Front populaire ivoirien, des partis de l’opposition, le Parti démocratique de Côte d'Ivoire (PDCI) et le Rassemblement des républicains ainsi que des rebelles des Forces nouvelles.

### République démocratique du Congo
- 10 janvier : Le Conseil de paix et de sécurité de l'Union africaine, réuni en sommet à Libreville (Gabon), s'était prononcé en faveur d'une aide à Kinshasa pour le désarmement des anciennes forces génocidaires (milices Interahamwe et ex-FAR (Forces armées rwandaises du régime précédent) repliées depuis 1994 en République démocratique du Congo.
- 17 janvier : le Haut Commissariat des Nations unies pour les réfugiés (HCR) annonce qu'au moins 15 000 Congolais se sont réfugiés en Ouganda depuis le 11 janvier, fuyant l'insécurité régnant dans l'est de la République démocratique du Congo.
- 25 janvier : sortie du rapport monuc.org sur la République démocratique du Congo du groupe d'experts constitués selon la résolution 1552 (embargo sur les armes) du Conseil de sécurité des Nations unies.
- La MONUC, Mission de l'Organisation des Nations unies en République démocratique du Congo a annoncé le 2 février que les 9 000 habitants de la région de Tché, en Ituri sont sous protection de l'ONU, après les violences qui ont fait 52 morts ces derniers jours.
- Mercredi 9 février, Ituri : la Mission de l'Organisation des Nations unies en République démocratique du Congo (Monuc) a annoncé que le procureur de Bunia en Ituri a entamé des poursuites judiciaires après les attaques attribuées aux miliciens du Front des nationalistes et intégrationnistes dans la région de Tché depuis le 19 janvier. Ces attaques ont fait 52 morts, principalement des femmes, des enfants et des vieillards. Depuis le 29 janvier, plus de 10 000 personnes se sont placées sous la protection de l'ONU à Tché. La région qui connaît des violences interethniques qui ont fait plus de 50 000 morts (et 500 000 déplacés) depuis 1999, un groupe de 4 000 miliciens des Forces armées du peuple congolais (FAPC) a décidé de déposer les armes et d'adhérer au programme national de désarmement, de démobilisation et de réinsertion. Les miliciens qui désarment ont le choix entre être intégrés dans l'armée régulière ou rejoindre la vie civile.
- 7 mars : dans un rapport, l'organisation Human Rights Watch (HRW) dénonce le fait que « moins d'une douzaine d'agresseurs ont été poursuivis » alors que des dizaines de milliers de femmes et de fillettes ont été violées depuis 1998 par les soldats et les miliciens dans l'est de la République démocratique du Congo.
- 30 mars : le Conseil de sécurité des Nations unies a adopté à l'unanimité, la résolution 1592 par laquelle il proroge, jusqu'au 1er octobre 2005, le mandat de la Mission de l'Organisation des Nations unies en République démocratique du Congo (MONUC). Il réaffirme sa préoccupation quant aux « hostilités que les groupes armés et milices continuent d'entretenir dans l'est de la République démocratique du Congo, en particulier dans les provinces du Nord et du Sud Kivu et dans le district d'Ituri » et demande au gouvernement de traduire en justice les responsables des « graves violations des droits de l'homme et du droit international humanitaire ». Il considère « que le maintien de la présence d'éléments des ex-Forces armées rwandaises et Interahamwés demeure une menace sur les populations civiles locales et un obstacle à des relations de bon voisinage entre la République démocratique du Congo et le Rwanda » et invite l'Union africaine à travailler en coopération avec la MONUC.
- 18 décembre, référendum constitutionnel congolais. Le peuple congolais accepte la constitution de la IIIe République en République démocratique du Congo. Selon les résultats provisoires publiés par la Commission électorale indépendante le 20 décembre, le oui l’a emporté avec environ 78 % des suffrages. Ce référendum est une première étape dans le processus devant achever la transition démocratique, des élections générales doivent se tenir d’ici juin 2006.

### Soudan
Sud-Soudan
Un accord de paix final au Sud-Soudan a été signé le 9 janvier 2005 à Nairobi entre le vice-président soudanais Ali Osmane Taha et John Garang, chef de la rébellion sudiste de l'Armée populaire de libération du Soudan (SPLA), mettant un terme au plus long conflit en Afrique (21 ans) qui a fait 1,5 million de morts.
Cet accord prévoit pour une période de 6 ans une large autonomie pour le sud du Soudan qui aura son propre gouvernement et une armée autonome. À l'issue de cette période, un référendum d'autodétermination sera organisé. Les revenus issus du pétrole seront partagés en part égale entre le sud et le nord. D'autre part, le gouvernement aura 70 % des postes dans l'administration centrale contre 30 % pour la rébellion du sud. Enfin, la charia (loi islamique) sera en vigueur uniquement dans le nord du pays, à majorité musulmane. Elle ne sera pas appliquée dans le sud à majorité chrétienne et animiste.
Le 10 janvier, des milliers de Soudanais ont manifesté leur joie dans les rues de Khartoum.
Le Conseil national de libération du Mouvement Populaire de Libération du Soudan (SPLM) a ratifié à l'unanimité le 24 janvier à Rumbek l'accord de paix.
Le Conseil de sécurité des Nations unies a adopté le 24 mars à l'unanimité la résolution 1590 présentée par les États-Unis qui prévoit l'envoi d'une Mission des Nations unies au Soudan (Unmis) composée de 10 000 soldats et 715 policiers civils afin de « soutenir l'application de l'accord de paix » au sud-Soudan signé en janvier 2005 par le gouvernement le Mouvement/Armée de libération du Soudan (SPLM/A) de John Garang. Cette mission a un mandat initial de 6 mois.
À la conférence des donateurs qui s'est tenu les 11 et 12 avril à Oslo (Norvège), les bailleurs de fonds ont promis de donner 4,5 milliards de dollars en vue de la reconstruction du Soudan, dévasté par 21 années de guerre civile.
John Garang, chef des anciens rebelles du Sud-Soudan est devenu le 9 juillet vice-président du Soudan conformément aux accords de paix de janvier 2005. Après la mort de John Garang le 30 juillet 2005, il est remplacé par Salva Kiir le 11 août 2005.
Darfour
L'Union africaine a décidé de déployer une force de maintien de la paix au Darfour. La force devrait à terme être composée de 3 320 hommes.
Le 26 janvier, un bombardement aérien sur un village a eu lieu au Darfour tuant une centaine de personnes. Adam Thiam, porte parole de l'Union africaine a déclaré que c'était « l'attaque la plus grave perpétrée ces derniers mois. C'est plus qu'une violation très grave du cessez-le-feu car ce n'est pas un acte isolé ». Les actes de violence se multiplient ces dernières semaines, à quelques jours du sommet de l'Union africaine qui sera consacré notamment à la situation au Darfour.
Kofi Annan, secrétaire général de l'ONU, a appelé le 1er février les Nations unies à engager une action urgente pour mettre fin aux massacres dans la région du Darfour dans le sud du Soudan. Dans un rapport remis la veille, l'ONU accuse le gouvernement soudanais et les milices arabes d'avoir commis au Darfour « de sérieuses violations » de la loi internationale, équivalentes à « des crimes de guerre » ou « des crimes contre l'humanité » en faisant références aux pratiques généralisées de tortures, viols, meurtres et pillages de civils.
Le 13 février 2005, Kofi Annan, secrétaire général des Nations unies a appelé l'OTAN et l'Union européenne à « étudier sérieusement ce qu'elles peuvent entreprendre concrètement pour aider à faire cesser » la tragédie que représente la guerre au Darfour, responsable depuis deux ans de plusieurs dizaines de milliers de morts et de 1,6 million de personnes déplacées.
Dans un entretien à l'Agence France-Presse (AFP) le 14 mars 2005, Jan Egeland, secrétaire général adjoint de l'ONU pour les affaires humanitaires que le conflit au Darfour a fait au moins 180 000 morts au cours des 18 derniers mois, soit une moyenne de 10 000 morts par mois. Ces chiffres tiennent compte des personnes décédées à cause des privations et des maladies.
Le Conseil de sécurité des Nations unies a adopté le 29 mars 2005 par 12 voix pour et trois abstentions (Algérie, Chine et Russie) une résolution présentée par les États-Unis prévoyant des sanctions (gel des actifs et interdiction de déplacement à l'étranger) pour les personnes qui seraient reconnues coupables d'avoir commis des atrocités ou menaçant le processus de paix. Une commission comprenant des représentants des 15 États membres du Conseil de sécurité sera chargée de désigner ces personnes. La résolution étend également l'embargo sur les armes et interdit au gouvernement les vols militaires offensifs sur le Darfour. Le ministère des affaires étrangères considère que cette résolution qu'elle juge « déséquilibrée et inopportune » ne tient pas compte des « efforts du gouvernement pour traiter les questions liées à la politique, à la sécurité et à la situation humanitaire au Darfour ».
Le Conseil de sécurité des Nations unies a adopté le 30 mars 2005 par 11 voix pour et 4 abstentions (Algérie, Brésil, Chine et États-Unis) une résolution permettant de traduire les auteurs d'exactions (meurtres, viols ou pillages) au Darfour devant la Cour pénale internationale (CPI). Les États-Unis, opposés à la Cour pénale internationale, ont obtenu que ces ressortissants mis en cause ne puissent y être jugés. Ainsi, la résolution prévoit que « les citoyens, responsables actuels ou passés ou du personnel d'un État contribuant non partie au traité de Rome sur la Cour pénale internationale, seront soumis à la juridiction exclusive de cet État pour tout acte présumé lié à des opérations au Soudan ».
Le Conseil de paix et de sécurité de l’Union africaine a approuvé le 28 avril le renforcement de son dispositif de maintien de la paix au Darfour. Ses effectifs passeront de 2 200 à 7 700 hommes.

### Crise politique au Togo
Le 5 février 2005 le président Gnassingbé Eyadema est décédé après avoir dirigé le Togo pendant 38 ans. Selon la constitution, c'est le président de l'Assemblée nationale Fambaré Ouattara Natchaba qui aurait dû assurer l'intérim avant une nouvelle élection présidentielle dans un délai de 60 jours. L'armée a décidé de donner le pouvoir à l'un des fils du président défunt, Faure Gnassingbé. L'assemblée nationale a modifié en urgence la constitution pour avaliser la décision de l'armée. L'Union africaine, la CEDEAO, l'ONU, l'Union européenne ont condamné ce qu'ils nomment un « coup d'État » et demandé le rétablissement de l'ordre constitutionnel. Malgré l'interdiction des manifestations publiques décrétée par le gouvernement, les principaux partis de l'opposition demandent la tenue d'élections libres et pluralistes et appellent chaque jour à des manifestations pacifiques qui rassemblent de plusieurs centaines à quelques milliers de personnes et qui sont dispersées par les forces de l'ordre qui utilise des gaz lacrymogènes. Le 25 février, Faure Gnassingbé Eyadéma a annoncé qu'il renonçait au poste de président de la République et qu'il se portait candidat à l'élection présidentielle qui doit se dérouler le 24 avril 2005. Abbas Bonfoh, vice-président de l'Assemblée nationale devient président par intérim.
Quatre candidats se sont présentés à l’élection du 24 avril : Faure Gnassingbé, soutenu par le Rassemblement du peuple togolais (RPT), Emmanuel Bob Akitani, candidat de la coalition de l’opposition radicale, Harry Olympio, candidat du Rassemblement pour le soutien à la démocratie et au développement (RSDD, opposition modérée) et Nicolas Lawson, homme d’affaires qui annonce le retrait de sa candidature le 22 avril. La campagne se déroule dans un climat de violence. L’opposition dénonce les conditions de préparation et demande un report de l’élection. Deux jours avant le scrutin, François Boko, ministre de l'Intérieur du gouvernement intérimaire, demande le report du scrutin. Il dénonce dans une conférence de presse, « un processus électoral suicidaire ». Il est contraint de démissionner.
L’élection a lieu le 24 avril. Elle est marquée par de nombreuses violences faisant des dizaines de morts. Les résultats sont proclamés le 26 avril : Faure Gnassingbé, remporte l’élection avec 60,22 % des suffrages devant Emmanuel Bob Akitani avec 38,19 % et Harry Olympio avec 0,55 %. Aussitôt, des manifestations ont lieu dans plusieurs villes du pays pour dénoncer les fraudes massives. Des heurts entre manifestants et force de l’ordre se produisent entraînant des centaines de victimes, morts ou blessées. Des milliers de Togolais se réfugient au Bénin.
La CEDEAO, l’Union européenne, la France reconnaissent la victoire de Faure Gnassingbé Eyadema et appellent à la constitution d’un gouvernement d’union nationale, rejetée par l’opposition radicale qui réclame l’annulation des élections en raison des fraudes massives.
Le 8 juin, Edem Kodjo, président de la Convergence patriotique panafricaine (CPP, opposition modérée), est nommé Premier ministre.

## Environnement
- Biodiversité : Alors que le président français Jacques Chirac organise un sommet réunissant scientifiques et politiques sur la biodiversité, les organisations non gouvernementales Greenpeace et Les Amis de la Terre organise du 24 au 27 janvier 2005 un contre-sommet à Paris sur le thème « comment enfin passer du discours aux actes pour protéger la biodiversité ? » Il portera principalement sur la sauvegarde des forêts tropicales et plus particulièrement sur la Forêt du Bassin du Congo
- Congo : Un sommet international a eu lieu le 1er février à Brazzaville sur la gestion durable des forêts en Afrique centrale, en présence des présidents du Cameroun Paul Biya, du Gabon Omar Bongo, du Tchad Idriss Déby, de la République centrafricaine François Bozizé et de la Guinée équatoriale Teodoro Obiang Nguema Mbasogo ainsi que du président français Jacques Chirac. Voir aussi : Forêt du Bassin du Congo.
  - Les ONG d'Afrique centrale ont dénoncé le refus des organisateurs de les inviter à cette conférence et d'entendre leur revendication. Belmond Tchoumba, du Centre camerounais pour l'environnement et le développement a déploré que « tous ces gens nous tiennent dans un mépris inacceptable ». Euloge N'Zobo, de l'Observatoire congolais des droits de l'Homme constate que « les actions de conservation ne tiennent pas compte des premiers concernés ».
  - Isidore Mvouba, Premier ministre congolais a proposé la création d'un système panafricain de certification des produits forestiers à l'exportation qui favoriserait la commercialisation et permettrait de lutter contre les coupes illégales.
- Grands singes : Joseph Kabila, président de la République démocratique du Congo, a annoncé le 5 février à Brazzaville la tenue à Kinshasa en septembre 2005 de la première conférence mondiale intergouvernementale sur les grands singes. En Afrique centrale, quatre espèces de grands singes sont menacées d'extinction, en raison de la déforestation et des différentes guerres qui se sont déroulées ces dernières années.
- République démocratique du Congo : Un rapport de l'institut congolais pour la conservation de la nature dénonce le massacre de centaines éléphants par des braconniers et des militaires dans la réserve protégée d'Epulu du nord-est du pays. Un trafic d'ivoire s'est développé en 2004 malgré le fait que l'éléphant soit protégé par la Convention sur le commerce international des espèces de faune et de flore sauvages menacées d'extinction (Cites), qui interdit le commerce de l'ivoire.
- Désertification : Un atelier régional sur la mise en œuvre de la Convention des Nations unies sur la lutte contre la désertification (CCD) s'est tenu à Ouagadougou (Burkina Faso) le 11 février et a réuni les « points focaux » de la CDD, des Organisations non gouvernementales et le Programme des Nations unies pour le développement (PNUD). Organisé par le CILSS (Comité inter-État de lutte contre la sécheresse au Sahel), il a permis au participant d'échanger sur leurs expériences de lutte contre la désertification.
- Le deuxième congrès africain du pétrole, a réuni à Alger les 16 et 17 février 2005 les ministres de l'énergie de douze pays producteurs de pétrole du continent africain et a examiné les moyens nécessaires pour lutter contre la pollution des côtes méditerranéennes et africaines par les hydrocarbures.
- Somalie : Le Programme des Nations unies pour l'environnement a rendu public le 23 février 2005 un rapport qui révèle que le séisme du 26 décembre 2004 dans l'océan Indien a fait remonter des déchets radioactifs immergés illégalement par les pays occidentaux sur les côtes de la Somalie dans les années 1980 et 1990.
- Ouganda : Dr Aryamanya Mugisha, dirigeant de l'Autorité de la gestion de l'environnement national ougandais (NEMA), a annoncé au mois de février que la fabrication et l'importation des sacs plastiques seraient interdites en Ouganda avant la fin de l'année.
- L'Organisation des Nations unies pour l'alimentation et l'agriculture (FAO) a estimé le 26 mai 2005 que « le changement climatique menace d'accroître le nombre d'affamés dans le monde en réduisant la surface des terres agricoles dans les pays en développement » et particulièrement dans les pays d’Afrique subsaharienne en raison de « leur faible capacité à s'adapter au changement climatique ou à compenser la baisse de production grâce à des importations de denrées alimentaires ».
- Bénin : le 1er juin, au cours de la « Journée nationale de l’arbre » institué en 1985, Fatiou Akplogan, ministre de l’agriculture, de l’élevage et de la pêche, a invité chaque béninois à planter un arbre afin de limiter les effets de la désertification.
- Éducation à l'environnement : ouverture à Ouagadougou du forum Planet’ERE consacré à l’éducation à l’environnement. La troisième édition de ce forum francophone a été inaugurée par Blaise Compaoré, président du Burkina Faso en présence d’Amadou Toumani Touré, président du Mali et Hama Amadou, premier ministre nigérien.

## Catastrophes naturelles et humaines
- République démocratique du Congo : des pluies torrentielles dans la nuit de samedi 1er janvier au dimanche à Uvira ont causé un mort et emporté une centaine de maisons.
- À l'occasion du sommet de l'Union africaine (UA) à Libreville le 10 janvier 2005, Le président gabonais Omar Bongo a souhaité la création d'un organisme africain d'intervention humanitaire d'urgence en cas de catastrophe naturelle ou de conflit.
- Lors de la conférence mondiale sur la prévention des catastrophes naturelles, Salvano Briceno, responsable de la stratégie internationale de l'ONU pour la prévention des désastres a insisté sur le fait qu'« il est très important de se concentrer sur l'Afrique car la vulnérabilité des pays africains est grande ». Selon une étude de l'ONU, 80 % des désastres biologiques (principalement associés aux épidémies) ont eu lieu en Afrique pendant la décennie 1994-2003.
- Criquets pèlerins : La FAO recommande aux pays d'Afrique de l'Ouest et du Nord-Ouest (Mali, Sénégal, Mauritanie, Gambie, Guinée-Bissau, Maroc, Algérie) de poursuivre la lutte contre les criquets pèlerins et de rester vigilants en dépit des récentes améliorations constatées dans les actions antiacridiennes. Un séminaire international scientifique sur le criquet pèlerin a été organisé à Dakar du 11 au 13 janvier. Le président sénégalais Abdoulaye Wade appelle « tous les chefs d'État aussi bien ceux des pays développés que ceux en voie de l'être, à tous les bailleurs et institutions spécialisées pour la conjugaison de nos efforts, afin de venir à bout de ce fléau qui remonte dans la nuit des temps ».
- Madagascar : une tempête tropicale, baptisé Ernest, a frappé les 22 et 23 janvier l'île de Madagascar. Un bilan provisoire du 28 janvier fait état de 7 morts et 79 disparus dans le sud de l'île. Près d'un millier de personnes sont sinistrées.
- Nigeria : le vice-président Atiku Abubakar a annoncé le 4 février la mise en place d'un système d'alerte avancée contre les urgences et les catastrophes qui devrait couvrir toute l'Afrique de l'Ouest.
- Mozambique : l'Administration régionale des eaux du Zambèze a annoncé le 9 février 2005 que les inondations provoquées par la montée du niveau de l'immense fleuve Zambèze, dues à de fortes pluies depuis fin janvier, ont déjà affecté 18.825 personnes, principalement des paysans des provinces de Tete et Sofala(centre du Mozambique). Environ 1 500 hectares de cultures (riz, maïs, arachide et manioc) sont perdus.
- Mali : Le Conseil économique social et culturel du Mali étudie pendant deux semaines les questions relatives à la prévention et à la gestion des catastrophes naturelles avec comme objectif de faire des suggestions et des recommandations aux autorités sur la prévention et la gestion des catastrophes environnementales (feux de brousse et déboisement, pollution de l'air, de l'eau, ensablement des cours d'eau et prolifération de la jacinthe d'eau dans le lit du fleuve Niger).
- Éthiopie : Dans la région de Somali, à 70 km à l’est d’Addis-Abeba, la crue de la rivière Wade Shebelle en avril 2005 a entraîné des inondations dans plus de 30 villages provoquant la mort de 134 personnes. Les secours ont du mal à arriver à cause de la présence de nombreux crocodiles dans la zone sinistrée.

## Eau
- Une conférence internationale sur l'eau organisée par la Banque africaine de développement s'est tenue le 31 mars 2005 à Paris afin de faire progresser le projet africain « Initiative pour l'alimentation en eau et l'assainissement en zone rurale ». Omar Kabbaj, président de la Banque africaine de développement a annoncé qu'« il subsiste un besoin de financement d'environ 460 millions de dollars par an jusqu’à fin 2007. Nous formons le vœu que la communauté internationale se montrera, à terme, à la hauteur du défi et qu'elle réunira les financements nécessaires ».

## Santé

### Paludisme
- Suivant les recommandations de l'Organisation mondiale de la santé, le Nigeria a décidé de ne plus prescrire de la chloroquine, le parasite responsable du paludisme devenant résistant à cette molécule utilisé jusqu’à présent. Le Nigeria devrait utiliser l'artémisinine, une médicament plus efficace mais aussi plus cher.
- Un festival « Africa Live » a accueilli à Dakar (Sénégal) les 12 et 13 mars 2005 plusieurs grands noms de la musique africaine comme les Maliens Ali Farka Touré, Salif Keïta, Oumou Sangaré, Rokia Traoré, Tinariwen, l'ivoirien Tiken Jah Fakoly, le Camerounais Manu Dibango, l'Algérien Cheb Khaled, les Sénégalais Didier Awadi, Baaba Maal et Youssou N'Dour et le rappeur français JoeyStarr. Ces concerts sont dédiés à la lutte contre le paludisme en Afrique, responsable du décès d'un enfant toutes les 30 secondes sur le continent africain
- Sénégal : Le Fonds mondial pour la lutte contre le sida, la tuberculose et le paludisme a refusé d'accorder un financement complémentaire demandé par le Sénégal dans le cadre de la lutte contre le paludisme, considérant que la première phase du programme n'avait pas atteint les résultats escomptés.
- Une étude menée par l'équipe de Robert Snow, du Kenya Medical Research Institute de Nairobi, publiée le 10 mars 2005 dans la revue Nature estime qu'environ 515 millions de personnes ont été infectées par le paludisme en 2002. 70 % des cas de paludismes ont été enregistrés en Afrique. Cette maladie est responsable du décès d'un million de personnes chaque année, dont 90 % en Afrique.
- Le 5e forum du partenariat mondial « Faire reculer le paludisme » se tient du 14 au 19 novembre à Yaoundé au Cameroun. Il réunit 1500 chercheurs, médecins et politiques pour faire un état des lieux et « lancer un appel d’action urgente pour contenir le tueur le plus dévastateur en Afrique, le paludisme ».

### Sida
- Nelson Mandela, ancien président de l'Afrique du Sud et figure du combat contre l'apartheid, a annoncé le 6 janvier lors d'une conférence de presse à Johannesbourg, que son fils Makghato Mandela, âgé de 56 ans, est décédé du VIH-SIDA. « En parler est le seul moyen d'arrêter de voir le sida comme une maladie extraordinaire, à cause de laquelle les gens iront en enfer plutôt qu'au paradis », a déclaré celui qui combat depuis des années le tabou et les discriminations liées à cette maladie.
- Guinée-Bissau : Le Brésil offrira un traitement d'antirétroviraux au malade guinéen du SIDA (officiellement 43 000) à la suite d'un accord signé par les deux pays qui comprend aussi la formation du personnel médical et la prise en charge des séropositifs.
- Madagascar : le Fonds africain de développement (FAD) a accordé le 17 janvier un don de neuf millions de dollars dans le cadre la lutte contre le Sida et les maladies sexuellement transmissibles afin que Madagascar sécurise les transfusions sanguines et accroît l'accès aux soins préventifs et curatifs.
- La quatrième édition du concours « Scénarios d'Afrique » a été lancée le 1er février. Il est destiné aux jeunes africains de moins de 25 ans. Coordonné par Global dialogues trust (fondation pour les dialogues mondiaux), il a comme objectif d'associer les jeunes africains à la production de messages de sensibilisation au VIH/Sida.
- La deuxième conférence des premières dames d'Afrique sur le sida se tiendra à Ouagadougou le 9 février 2005.
- Côte d'Ivoire : L'Agence de presse des Nations unies IRIN dans un article du 11 février 2005 intitulé Côte d'Ivoire : Une bombe à retardement en marche dans le nord rebelle déclare que le conflit ivoirien qui perdure risque d'entraîner « une véritable explosion de l'épidémie » du Sida, en raison notamment du non-accès aux soins des populations vivant dans le nord, région sous contrôle des Forces nouvelles[1].
- L'agence des Nations unies pour la lutte contre le sida (ONUSIDA) a publié le 4 mars 2005 un rapport intitulé Le sida en Afrique : Trois scénarios pour l'horizon 2025 où elle indique que près de 90 millions d'Africains sont menacés par le virus du sida d'ici à 2025 si rien n'est fait pour enrayer le fléau et financer plus généreusement la distribution de médicaments
- Mali : Malick Sène, secrétaire exécutif du Haut conseil de lutte contre le sida (HCLCS), a annoncé le 17 mars 2005 au cours de la cérémonie officiel du lancement du Projet multisectoriel de lutte contre le sida (MAP) que la Banque mondiale financera ce projet à hauteur de 25,5 millions de dollars. Si le Mali a un taux de prévalence « non alarmant » de 1,7 %, Malick Sène a relevé que les facteurs déterminants dans la propagation du sida dans notre pays sont très préoccupants : méconnaissance du Sida par les jeunes, grande mobilité des personnes, faiblesse de la couverture du territoire en infrastructures sanitaires et des pratiques et traits culturels féminisant le fléau.
- Zimbabwe : Le Fonds des Nations unies pour l'enfance (UNICEF) a demandé le 18 mars à la communauté internationale d'apporter une aide financière au Zimbabwe dans le cadre de la lutte contre le sida. Ce pays, qui n'a touché aucune aide depuis 2004, a l'un des taux d'infection au VIH/sida les plus élevés de la région, avec 24,6 % de la population touchée, soit 1,8 million de personnes vivant avec le virus.
- À Durban, en Afrique du Sud, l'Organisation mondiale de la santé (OMS) organise du 11 au 13 avril une réunion réunissant des spécialistes et des travailleurs sociaux de 20 pays africains, portant notamment sur les problèmes de nutritions des malades du Sida. En Afrique, selon Lee Jong-wook, directeur général de l'OMS, « la plupart des 30 millions de personnes infectées par le VIH n'ont pas d'accès sûr aux nutriments fondamentaux dont tout être humain a besoin pour être en bonne santé ».
- Éthiopie : Selon une étude d'experts des Nations unies publiée à Addis-Abeba le 13 avril 2005, le nombre de décès dû au Sida, qui se chiffre à 900 000 en 2003, pourrait doubler d'ici 2008 « si la tendance actuelle continue ».

- L’Organisation des Nations unies pour l'alimentation et l'agriculture(FAO) indique dans un communiqué que « sur les 34 millions d'orphelins que compte l'Afrique subsaharienne, plus de 11 millions sont des orphelins du sida. D'ici à 2010, on estime que jusqu’à 20 millions d'enfants pourraient perdre l'un de leurs parents ou les deux à la fois du fait de la maladie. Ces enfants constituent une population à risque qu'il convient de protéger contre la sous-alimentation, les maladies et l'exploitation sexuelle ». La FAO a aménagé au Kenya, au Mozambique, en Namibie et en Zambie 34 écoles afin de former un millier d’enfants orphelins aux techniques agricoles[2].

### Choléra
- une épidémie de choléra sévit à Bujumbura, la capitale du Burundi. Le 20 janvier, un responsable des Nations unies annoncé que 105 personnes étaient infectées et que 5 décès avaient été enregistrés.
- Sénégal : Le ministre de la santé et de la prévention a confirmé le 28 février que la ville de Touba (région de Diourbel) est touchée par le choléra. Une épidémie est à craindre dans cette ville de deux millions d'habitants qui ne possède pas de réseau d'assainissement des eaux. L'épidémie s'est répandue dans plusieurs régions du Pays. Le ministère de la santé a établi le 9 avril un bilan faisant état de 6 059 cas et de 81 morts depuis le 28 mars. Macky Sall, premier ministre a annoncé le 6 avril la mise en place d'une cellule de crise pour lutter contre la propagation du choléra au Sénégal. Une journée de mobilisation nationale contre le choléra a eu lieu sur la radio publique radio Sénégal le mercredi 13 avril afin d'« inculquer aux populations de nouveaux schémas de comportement qui les aideront à mieux se protéger ».
- Guinée équatoriale : Une épidémie de Choléra sévit depuis début février à Malabo et à Bata. Selon l'Organisation mondiale de la santé (OMS), à la date du 10 mars 2005, 4 400 cas de choléra ont été recensés ayant entraîné 30 morts. Certaines sources sanitaires évoquent plus d'une centaine de décès.
- République démocratique du Congo : épidémie de choléra dans des camps de déplacés en Ituri, principalement dans le camp de Kafé, à l'est de Bunia. Le Bureau de coordination des affaires humanitaires de l'ONU (OCHA) a recensé 433 cas entre le 26 mars et le 3 avril, faisant 20 morts.
- Cameroun : Des épidémies de Choléra sévissent dans plusieurs régions du Pays. Dans le département de Moungo, on dénombrait le 12 avril quinze morts et une centaine de cas deux semaines après le déclenchement de l'épidémie. Dans la province de Bafoussam, 40 cas de choléra ont été enregistrés à la date du 13 avril.
- Guinée-Bissau : Une épidémie de choléra qui a sévi entre juin et décembre, a touché 25 111 personnes et fait 399 morts.
- Niger : Une épidémie de choléra sévit sur le Niger depuis le mois de juillet. 383 cas, dont 46 mortels, ont été enregistrés à la date du 18 septembre.

### Dracunculose (Ver de Guinée)
- Le président malien Amadou Toumani Touré a exprimé sa déception des résultats de son pays dans la lutte pour l'éradication du ver de Guinée. Le Mali a connu un taux de réduction de 58 % des cas, le Togo de 63 %, le Nigeria de 66 % et le Burkina Faso de 73 %. Le Sénégal est le premier pays africain à avoir éradiqué la dracunculose selon l'Organisation mondiale de la santé.

### Peste pulmonaire
- République démocratique du Congo : L'Organisation mondiale de la santé (OMS) a confirmé le 3 mars 2005 que 16 décès dus à la peste pulmonaire (57 cas suspectés) ont été enregistrés dans le nord-est du pays.

### Poliomyélite
- Les ministres de la santé du Niger, du Nigeria, de l'Égypte, du Burkina Faso, de la Côte d'Ivoire, de la République centrafricaine, du Soudan, et du Tchad se sont réunis le 13 janvier 2005 à Genève au siège de l'Organisation mondiale de la santé. Ils ont décidé d'organiser une série de campagnes de vaccination contre la poliomyélite et de renforcer la surveillance épidémiologique. En 2004, le nombre d'enfants africains frappés de poliomyélite a doublé pour atteindre 1 037[3].
- Au Soudan, une campagne de vaccination contre la poliomyélite a débuté dans les États soudanais du Nil Supérieur et de Bahr el-Ghazal. Un million d'enfants de moins de cinq ans devront être prochainement vaccinés.
- Nigeria et Bénin : Olusegun Obasanjo, président du Nigeria et Mathieu Kérékou, président du Bénin se sont rencontrés le février 2005 à la frontière entre les deux pays afin de lancer la dernière étape de leur plan d'éradication de la poliomyélite. Mamadou Tandja, président du Niger, n'a pu être présent à cette rencontre.
- Lancement des deuxièmes Journées de vaccination synchronisées contre la poliomyélite pour environ 80 millions d'enfants âgés de 0 à 5 ans dans les pays d'Afrique centrale et de l'Ouest le 8 avril 2005. Au Mali 3,6 millions d'enfants sont concernés, au Cameroun 4 millions d'enfants, en Guinée 2 millions, au Bénin 2 millions.

### Fièvre de Marbourg
- Angola : Une épidémie de fièvre de Marbourg sévit actuellement en Angola. 280 morts ont été recensés au 2 mai 2005 ; 7 des 18 provinces sont touchées. Elle touche principalement la province de Uíge, frontalière de la République démocratique du Congo. L'épidémie s'est déclarée en octobre 2004 mais s'est aggravée depuis début mars 2005. Il n'existe aucun vaccin ni traitement médical contre cette maladie extrêmement contagieuse qui se manifeste d'une fièvre élevée suivi par des hémorragies internes et externes. Le virus se transmet par contact avec les fluides corporels d'un malade. Elle a d'abord touchée des enfants de moins de cinq ans. Le personnel médical est maintenant touché. Voir aussi : Santé en Angola
- La République démocratique du Congo a été mise « en état d'alerte générale » le 30 mars 2005 avec la mise en place d'un « cordon sanitaire » dans la province du Bas-Congo, limitrophe de l'Angola.
- L'Organisation mondiale de la santé a estimé le 8 avril que les pays frontaliers de l'Angola (Namibie, Congo, République démocratique du Congo et Zambie) doivent « être en alerte »
- Angola : L’Organisation mondiale de la santé (OMS) a déclaré le 19 septembre que l’épidémie pourrait être déclaré terminées dans trois semaines. Aucun nouveaux cas ne s’est déclaré depuis 21 jours. L’épidémie a touché 374 personnes et fait 329 morts selon les autorités sanitaires et l’OMS

### Fièvre Ebola
- République du Congo : au moins 9 personnes sont mortes entre le 4 et le 14 mai d’une maladie dont les symptômes rappellent ceux de la Fièvre hémorragique Ebola.

### Fièvre jaune
- Afrique de l'Ouest: En 2005, 206 000 cas de fièvre jaune ont été recensés dans douze pays africains (Bénin, Burkina Faso, Cameroun, Côte d'Ivoire, Ghana, Guinée, Liberia, Mali, Nigeria, Sénégal, Sierra Leone et Togo), provoquant 52 000 décès[4].
- Mali : Une épidémie de fièvre jaune sévit dans la région de Kayes où 35 cas suspect dont 14 mortels ont été déclarés entre le 7 et 27 octobre.
- Guinée : Une épidémie de fièvre jaune sévit depuis novembre dans le nord-ouest de la Guinée où 70 cas, dont 23 mortels ont été détectés au 13 décembre.

### Drépanocytose
- Les états généraux mondiaux contre la drépanocytose ont eu lieu du 14 au 17 juin 2005 à Brazzaville (République du Congo). La drépanocytose est une maladie génétique du sang touchant essentiellement les africains.
- République du Congo : le gouvernement a annoncé la construction d’un centre de référence de dépistage et de prise en charge des maladies drépanocytaires, dans l’enceinte du Centre hospitalier universitaire (CHU) de Brazzaville.

### Méningite
- Soudan : Les Nations unies ont annoncé que 27 cas de méningite, ayant entraîné deux décès, ont été recensés au Darfour. L'ONU a demandé à l'Organisation mondiale de la santé de fournir 160 000 doses de vaccin.
- Éthiopie : Une épidémie sévit depuis novembre 2004. Tiruwork Tafesse, ministre de la Santé éthiopien a annoncé le 13 avril que 433 cas ont été recensés faisant 40 décès. Une campagne de vaccination est en cours. Voir Santé en Éthiopie

### Tuberculose
- Les ministres africains de la santé, réunis à Maputo (Mozambique), lors de la 55e session de la commission régionale pour l’Afrique de l’Organisation mondiale de la santé (OMS), ont décidé de faire de la lutte contre la tuberculose une urgence alors que cette maladie est responsable de la mort de 540 000 Africains chaque année.

### Fièvre typhoïde
Afrique du Sud : Une épidémie de fièvre typhoïde s’est déclenché en septembre dans la province de Mpumalanga. 526 cas ont été répertoriés dont 4 décès selon un bilan publié le lundi 19 septembre. Treatment Action Campaign (TAC), la principale association de lutte contre le Sida, considère que le bilan est sous-évalué et fait état de 49 décès.

### Vaccination
- Réunion annuelle des directeurs du Programme élargi de vaccination (PEV), bloc Afrique de l'Ouest de l'Organisation mondiale de la santé (OMS) du 24 au 28 janvier 2005 à Ouagadougou (Burkina Faso).

Voir : l'interview de Mathieu Kamwa, conseiller sous-régional OMS pour l'Afrique de l'Ouest du Programme élargi de vaccination par le journal burkinabé Sidwaya

### Mortalité maternelle et infantile
- Planning familial : Une Conférence sur le repositionnement du planning familial en Afrique de l'Ouest s'est tenu à Accra (Ghana) du 15 au 18 février 2005. L'Afrique de l'Ouest est la région qui connaît les taux de mortalité maternelle et infantile les plus élevés sur le continent africain et plus de 8 000 femmes meurent tous les ans en accouchant.
- Madagascar : selon une étude démographique reportée par l'agence de presse Xinhua, environ 100 000 enfants de moins de cinq ans meurent chaque année à cause du paludisme, de maladies diarrhéiques et d'infections respiratoires, exacerbés par la malnutrition.
- Lors de la journée mondiale de la santé du 7 avril 2005 dont le thème était « Donnons sa chance à chaque mère et à chaque enfant », Dr Luís Gomes Sambo, directeur de OMS Afrique, rappelant qu'en Afrique « 130 nouveau-nés meurent toutes les 60 minutes pour des causes qui peuvent être évitées » a appelé les gouvernements africains à renforcer les systèmes de santé avec un personnel qualifié.

### Autres aspects
- Maroc : mise en place d'une couverture médicale de base pour les salariés actifs et les retraités des secteurs public et privé et leurs ayants droit, soit environ 5 millions de personnes (17 % de la population).

## Droits de l'enfant
- Kofi Annan, secrétaire général des Nations unies a présenté le 16 février 2005 au Conseil de sécurité des Nations unies un plan d'action étendu pour une surveillance systématique et un signalement des sévices infligés aux enfants (recrutement d'enfants soldats, enlèvement, mutilation, meurtre, viol ou autres sévices sexuels commis contre des enfants, attaques d'écoles ou d'hôpitaux) dans les situations de conflit. Si ce rapport note l'amélioration dans plusieurs pays (Angola, Éthiopie, Érythrée, Liberia, Sierra Leone), il établit une liste de pays où la situation est préoccupante, notamment au Burundi, en Côte d'Ivoire, en République démocratique du Congo, en Somalie, au Soudan, et en Ouganda.
- Enregistrement des naissances : Le Fonds des Nations unies pour l'enfance (Unicef) et le Fonds des Nations unies pour la population (FNUAP) associés à l'organisation non-gouvernementale Plan International ont lancé le 28 février 2005 en marge du Festival panafricain du cinéma et de la télévision de Ouagadougou (Burkina Faso) une campagne pour promouvoir l'enregistrement des naissances en Afrique de l'Ouest et du Centre. Les organisations précisent : « En Afrique subsaharienne, sept nouveau-nés sur dix ne sont pas enregistrés à l'état-civil (…) Sans certificat de naissance, les enfants ont plus de contraintes pour accéder aux services sociaux de base (santé, éducation, etc.). Ils sont par ailleurs sans protection juridique et vulnérables à toute forme d'exploitation. »
- Le Prix de l'Unicef « pour la promotion des droits de l'enfant » a été remis lors de la 19e édition du Festival panafricain du cinéma et de la télévision de Ouagadougou le 4 mars 2005 au réalisateur sénégalais Ben Diogaye Bèye pour son film Un amour d'enfant. Le prix « Droits de l'enfant » a été remis à Ntshavheni Wa Luruli (Afrique du Sud) pour la Caméra de bois
- République du Congo : Le ministère des affaires sociales a organisé le 25 mars une réunion de concertation sur la prise en charge des enfants des rues, avec la participation d'organisations non gouvernementales, de l'Unicef, de l'Unesco et de l'International rescue committee (IRC). Plus d'un millier d'enfants vivent dans les rues de la capitale Brazzaville.
- Maroc : Selon une étude du ministère du Travail et du Programme international pour l’élimination du travail des enfants rendue publique en avril, environ 600 000 enfants marocain travaille, soit 11 % des enfants marocains.
- Bénin : L’ONG Plan Bénin organise à Cotonou du 2 au 9 mai un atelier de formation à la bande dessinée pour des enfants et des adolescents du Bénin, du Burkina Faso, de la Guinée-Bissau, du Mali et du Togo. La bande dessinée pourra servir de support à ces enfants afin de s’exprimer sur leurs droits et sur leur vision du développement.
- Une consultation régionale sur la violence contre les enfants en Afrique de l’Ouest et du Centre a eu lieu à Bamako (Mali) les 24 et 25 mai 2005, organisée par le Fonds des Nations unies pour l’enfance (Unicef) et le gouvernement malien à l’initiative de l’ONU et réunissant des délégués des gouvernements et d’ONG de 24 pays et d’organisations internationales. Ils ont établi plusieurs recommandations aux gouvernements africains concernant la protection des enfants contre les violences (adoption et application de lois interdisant les châtiments corporels et toutes les formes de violences au sein de la famille, sensibilisation accrue des parents à assurer leurs responsabilités dans une éducation non violente de leurs enfants, punition des abus sexuels sur les enfants commis par les enseignants, création des centres conseils et la formation des conseillers à l’écoute des enfants victimes des violences, augmentation du nombre des tribunaux pour enfants) et pour développer la participation des enfants à toutes les étapes du processus d’élaboration des projets, programmes et politiques en leur faveur et le soutien aux initiatives développées par les enfants pour lutter contre les violences. Ils demandent l’augmentation des budgets consacrés aux programmes de protection des enfants et la généralisation des allocations familiales afin de lutter contre la pauvreté.

## Démographie
- Un rapport scientifique élaboré par l'Université catholique de Louvain a été remis le 8 mars 2005 à la PANA à Bruxelles.
  - La croissance démographique en Afrique était de 2,4 % en 2001. Le taux de fécondité était de 5,5 enfants par femme (1,8 à 3,5 dans le reste du monde). En Afrique de l'Ouest, il atteint 7 enfants par femme.
  - L'espérance de vie est en moyenne de 47 ans (63 ans dans le reste du monde). La pandémie de Sida est responsable de la chute de l'espérance de vie dans de nombreux pays africains (au Botswana, l'espérance de vie est passé de 65 ans en 1990 à 35 ans actuellement, soit le niveau de 1940)
  - L'Afrique subsaharienne représente 10 % de la population mondiale.
  - 34 des 39 pays les plus pauvres du monde sont africains.
  - Le taux d'analphabétisme est de 38 %. (Sources : agence Panapress)

## Sport
- Conseil supérieur du sport en Afrique (CSSA) : La 20e session de l'assemblée générale du Conseil supérieur du sport en Afrique (CSSA), s’est déroulée à Alger du 19 au 21 avril qui a validé une nouvelle charte pour la promotion du sport africain, constituant un guide de référence pour l'Union africaine, conformément à la « directive de Maputo » qui prône « l'édification d'une politique commune visant à mettre l'éducation physique et le sport au service du développement durable en Afrique en général, et de la jeunesse en particulier ». Plusieurs résolutions ont été adoptées, appelant les États africains à mettre en œuvre des programmes de lutte contre le dopage et à adhérer à la déclaration de Copenhague ; à mettre en place les « conditions propices à une participation effective des femmes aux activités sportives, en mettant en place des conditions matérielles favorables au développement du sport féminin ».

### Athlétisme
- République du Congo : le meeting international d’athlétisme de Brazzaville, organisé par la mairie de Brazzaville le 8 mai avec l’aide de la Confédération africaine d'athlétisme a rassemblé des athlètes d’une trentaine de pays africains, européens et asiatiques.

### Basket-ball
- Les 23e championnats d'Afrique des nations, qui se sont déroulés à Alger (Algérie) ont été remportés par l’Angola. L’équipe angolaise a battu en finale l’équipe du Sénégal le 24 août 2005.
- La 11e édition de la Coupe d’Afrique des clubs champions féminins de basket, a eu lieu du 2 au 9 octobre à Bamako (Mali) et a été remporté par l’équipe malienne du Djoliba AC.
- La 20e édition de la Coupe d'Afrique des clubs Champions masculins de basket s'est tenu du 26 novembre au 3 décembre à Abidjan.
- Le 19e Championnat d'Afrique de basket-ball féminin a été remporté par le Nigeria qui a battu en finale le 28 décembre l’équipe du Sénégal.

### Cyclisme
- La troisième édition du grand tour cycliste international du Cameroun a eu lieu du 26 février au 12 mars 2005 et a accueilli des cyclistes d'une vingtaine de pays.
- Burkina Faso : La première édition de la Boucle du coton s'est déroulé du 16 au 22 mai au Burkina Faso avec un parcours de 706,2 km. Treize équipes provenant du Bénin, du Burkina Faso, de la Guinée, du Mali, du Niger et du Togo y participaient. Cette course se veut un hommage aux paysans producteurs africains de coton.
- La 8e édition du Tour cycliste du Sénégal a lieu du 22 septembre au 2 octobre 2005. Le parcours, long de 1 234 kilomètres, est découpé en un prologue, 8 étapes et un critérium et traverse les villes de Rufisque, Kaolack, Thiadiaye, Diourbel, Somone, Thiès, Saint-Louis, Louga et Dakar. 17 équipes de 6 coureurs provenant de différents pays africains (Sénégal, Angola, Maroc, Cameroun), d’Europe (France, Pays-Bas, Italie) et d’Asie y participent. Site officiel
- Burkina Faso : Le 19e Tour du Faso qui s’est déroulé du 26 octobre au 6 novembre 2005 a été remporté par le Burkinabé Jérémie Ouedraogo.

### Escrime
- Abderrahmane Lamari (Algérie) a été reconduit à la tête de la Confédération africaine d'escrime à l’issue de son assemblée générale de Dakar en septembre 2005.

### Football
- Coupe d'Afrique des Nations (CAN) junior à Cotonou (Bénin). 8 pays y participent : Nigeria, Côte d'Ivoire, Mali, Bénin (Groupe A) Égypte, Angola, Maroc, Lesotho (groupe B). Le 26 janvier, le Nigeria a battu le Maroc et l'Égypte a battu le Bénin en demi-finale. La finale a eu lieu le 29 janvier.elle a été marquée par la victoire du Nigeria contre l'Égypte ; le Bénin gagne la 3e place en battant le Maroc. La prochaine Coupe d'Afrique des nations junior aura lieu en République du Congo.
- Samuel Eto'o, attaquant camerounais du FC Barcelone a été élu meilleur joueur de football africain 2004 par le magazine marocain Al-Mountakhab, à la suite d'un sondage auprès de 21 organes de presses africains et européens.
- Le Tournoi des quatre pays de l'Union des fédérations ouest-africaines de football (UFOA) a eu lieu du 21 au 27 février 2005 à Bamako. Cette compétition, baptisée « tournoi de l'amitié » a été remportée par Le Mali.
- La Confédération africaine de football (CAF) a décerné le prix de la meilleure joueuse africaine de football 2004 à Naïma Laouadi (Algérie).
- Ballon d'or africain : la Confédération africaine de football (CAF) a désigné le 15 février 2005 pour la deuxième année consécutive le camerounais Samuel Eto'o footballeur africain de l'année 2004.
- La 6e édition de la Coupe d'Afrique des nations de football des moins de 17 ans s'est déroulé en Gambie du 6 au 21 mai 2005. Elle a été remportée par la Gambie qui a battu en finale le Ghana le 22 mai 2005.

### Handball
- 19e championnat du monde de handball du 23 janvier au 6 février 2005 en Tunisie. Le président Zine el-Abidine Ben Ali lancé le coup d'envoi de la compétition à Radès.

### Lutte
- La République démocratique du Congo organisera du 18 au 25 avril le premier championnat d'Afrique centrale des luttes associées avec la participation du Cameroun, de la République centrafricaine, de la République du Congo, de la République démocratique du Congo et du Tchad.
- Le 6e championnat d'Afrique de lutte traditionnelle s’est tenu le 30 avril et le 1er mai à Ouagadougou (Burkina Faso)

### Tennis de table
- L'Égypte a remporté le 26 janvier à Brazzaville la finale des championnats d'Afrique des clubs champions masculins et féminins de tennis de table.

### Par pays
- Kenya : Le ministre des sports Ochilo Ayacko annonce que le Kenya souhaite déposer sa candidature pour l'organisation des Jeux olympiques de 2016.
- Sénégal : L'athlète Ne Ndoye (championne d'Afrique du saut en longueur) a reçu le 19 janvier 2005 le lion d'or qui récompense le meilleur sportif sénégalais de l'année.

## Culture

### Littérature
- Mali : la cinquième édition du festival Étonnants voyageurs, codirigé par Moussa Konaté et Michel Le Bris a lieu du 7 au 16 février 2005 au Mali, dans la capitale Bamako et dans plusieurs autres villes du pays (Gao, Kidal, Koulikoro, Ségou, Tombouctou, Kayes, Kita, Sikasso, Mopti). Au cours de la manifestation sont organisés des ateliers, des cafés littéraires, et des rencontres autour de différents thèmes « Culture et commerce : pour défendre la diversité culturelle » ou « Littérature et développement : nouvelles perspectives ». Plusieurs écrivains sont invités comme Kangni Alem (Togo), Florent Couao-Zotti (Bénin), Abdourahman A. Waberi (Djibouti), Abdelkader Djemaï (Algérie), Alpha Mandé Diarra (Mali) et Abdoulaye Ascofaré (Mali). Parallèlement, la deuxième édition d'Étonnants scénarios se déroule à Bamako et accueille plusieurs professionnels du cinéma africain.
- Sénégal : Le Goethe-Institut du Sénégal a organisé les 9 et 10 avril un colloque sur l'œuvre de l'écrivain sénégalais Aminata Sow Fall intitulé Une femme de lettres africaine de dimension internationale.
- Angola : John Bella, écrivain angolais, membre de la direction de la brigade jeune de littérature angolaise (BJLA) a souhaité le 11 avril la création d'un prix pour la littérature enfantine afin d'inciter les écrivains à écrire pour les enfants et développer ainsi le goût pour la lecture de l'enfance.
- Le prix Ahmadou-Kourouma 2005 (du nom de l’écrivain ivoirien décédé en 2003) a été décerné le 28 avril à Tanella Boni, écrivain ivoirien, pour son roman Matins de couvre-feu (Éditions du Serpent à plumes).
- Le Prix Sony-Labou-Tansi 2005 pour le théâtre francophone, remis lors du Festival des francophonies en Limousin, a été attribué à l’écrivain malien Moussa Konaté.
- Alain Mabanckou, écrivain congolais, a remporté le Prix des cinq continents de la francophonie, décerné par l’Agence de la francophonie, pour son roman Verre cassé.
- Rwanda : Le premier roman écrit par un Rwandais sur le génocide des Tutsis, Le Feu sous la soutane (Éditions L'Esprit Frappeur), de l'écrivain Benjamin Sehene, est publié le 1er juin 2005.

### Cinéma
- Tunisie : La quatrième édition du Festival international du film de l'environnement de Kairouan (Tunisie) s'est achevée samedi 12 février par la remise des récompenses. Le film du réalisateur libanais Mohamed Sarfi Tortues de mer, le dernier cri d'alarme a reçu le Tapis d'or.
- Mali : 3e édition des rencontres cinématographiques de Bamako les 24 et 25 février 2005, organisée par l'Union des créateurs et entrepreneurs du cinéma et de l'audiovisuel de l'Afrique de l'Ouest (l'UCECAO). Souleymane Cissé, réalisateur malien et président de l'UCECAO a déclaré que « ces rencontres doivent être le lieu d'échanges et de partage d'expériences sur les problèmes rencontrés par le cinéma africain, et l'occasion pour les acteurs de réfléchir ensemble à la construction d'un cinéma ouest-africain économiquement viable ». Cette édition a été placée sous le signe de la solidarité avec les enfants victimes de la guerre au Darfour.
- Burkina Faso : la 19e éditions du Festival panafricain du cinéma et de la télévision de Ouagadougou a eu lieu du 26 février au 5 mars 2005 dans la capitale burkinabé. L'Étalon d'or de Yennenga (Grand prix du long métrage) a été remporté par Drum de Zola Maseko (Afrique du Sud).
  - Pour le palmarès complet, voir l'article Festival panafricain du cinéma et de la télévision de Ouagadougou
- La 19e éditions du Festival international de films de Fribourg (Suisse) s'est clôturé le 13 mars 2005 par la remise du « Regard d'Or » au film franco-burkinabé la Nuit de la vérité de Fanta Régina Nacro et la remise du Prix spécial du jury au film belgo-marocain l'Enfant endormi de Yasmine Kassari.
- La 9e éditions du festival « Écrans noirs » se déroule à Yaoundé et Douala au Cameroun du 4 au 12 juin 2005.

### Musique
- Sénégal : Décès le 13 février 2005 de Ndiaga Mbaye auteur-compositeur-interprète et célèbre griot à Dakar.
- Musique : Lors de la cérémonie des remises des Grammy Awards à Los Angeles (États-Unis) le 13 février 2005, le chanteur sénégalais Youssou N'Dour a été récompensé pour son album Égypte dans la catégorie meilleur album de musique du monde contemporaine et le groupe sud-africain Ladysmith Black Mambazo a été récompensé pour son album Raise your spirit higher (Élevez votre esprit plus haut) dans la catégorie du meilleur album de musique du monde traditionnelle.
- Lors des Victoires de la musique 2005 qui s'est déroulé à Paris le 5 mars 2005, les chanteurs maliens Amadou et Mariam ont été récompensés dans la catégorie Album reggae / ragga / world de l'année pour leur album Dimanche à Bamako.
- Burkina Faso : Bil Aka Kora a remporté le 29 avril, le Kundé d’or. C’est la deuxième fois que l’artiste burkinabé remporte cette prestigieuse récompense musicale du Burkina Faso.

### Photo
- Cameroun : 1re biennale de la Photographie et des Arts Visuels, à Douala au Cameroun du 14 au 23 janvier 2005. Sur le thème « Traces et Mémoire », quatorze photographes et dix-sept artistes peintres africains, afro caribéens et européens exposent leurs œuvres.
- Mali : les 6e Rencontres africaines de la photographie se déroule du 10 au 17 novembre 2005 à Bamako. 37 photographes de 17 pays africains exposent leurs photos autour du thème « Un autre monde ».

### Festivals et autres aspects
- Mali : 5e édition du Festival au désert à Essakane du 7 au 9 janvier 2005.
- Mali : 5e édition du festival « Tamadacht » du 18 au 20 janvier dans la vallée de l'Azawagh. Organisé par la commune d'Andéramboukane, pour promouvoir la culture des touaregs, ce festival réunit des maliens et des nigériens.

Voir sur le site de RFI : Andéramboukane, festival au milieu du désert
- Cameroun : La cinquième édition du festival de jazz et de blues « Jazz sans frontière » s'est déroulé à Yaoundé du 21 au 24 février 2005 avec notamment Étienne M'Bappé et le Kayou jazz and roots project.
- Maroc : La deuxième édition du Festival national du théâtre des jeunes se déroulera à Rabat du 2 au 9 avril avec la participation de 300 jeunes de 120 clubs de théâtre à travers le pays.
- Tunisie : La 4e édition du Festival méditerranéen du théâtre d'enfants sera organisé à Ben Arous du 19 au 26 mars 2005 avec la participation de l'Algérie, du Maroc, de l'Espagne, de la France, de l'Italie, de la Turquie, de l'Égypte, et des Pays-Bas (visiteur d'honneur).
- Mali : la 9e édition du Festival des masques et marionnettes de Markala (FESMAMA) s'est déroulé du 4 au 6 mars 2005 à Markala, commune rurale de la région de Ségou avec la présence de troupe des différentes régions du Mali, de l'Afrique de l'Ouest et de France.
- Mauritanie : Le deuxième Festival des musiques nomades de Nouakchott s'est déroulé dans la capitale mauritanienne du 4 au 8 avril 2005 avec la présence notamment de Aïcha Mint Chighaly (Mauritanie) et de Baaba Maal (Sénégal).
- République démocratique du Congo : la cinquième édition du Festival panafricain de musique (Fespam) doit se tenir du 9 au 16 juillet prochains à Brazzaville, Pointe-Noire et Kinshasa.
- Mali : Ali Farka Touré, musicien et maire de la ville de Niafunké, a créé en avril 2005 une fondation portant son nom. Cette fondation compte organiser un festival biannuel de jazz à Niafunké et créer un centre de formation de jeunes artistes en instruments traditionnels locaux.
- Mali : La Coopérative culturelle « Jamana » (créée par Alpha Oumar Konaré) a lancé le 13 avril un site internet d'information en langue Bamanam (bambara) en partenariat avec l'Unesco.
- Mali : Le Festival Dansa Diawoura a eu lieu à Bafoulabé du 8 au 10 avril 2005
- Mali : la deuxième édition du Festival des chasseurs d’Afrique de l’ouest aura lieu du 27 au 29 mai dans plusieurs villes du Mali (Bamako, Ségou, Sikasso et Yanfolila) et réunira des chasseurs du Mali, Burkina Faso, du Sénégal, de Gambie, de Guinée, et du Niger.
- Sénégal : 13e Festival international de Jazz de Saint-Louis du 4 au 7 mai 2005, avec notamment Florin Niculescu, Richard Bona, Philip Catherine et Alexander Monty.
- Cameroun : 4e édition du Festival international de voix de femmes (MASSAO 2005) à Douala du 29 avril au 7 mai. Werewere Liking, artiste multidisciplinaire (musique, théâtre, littérature, peinture, danse) camerounaise a été récompensé par le « Massao d’honneur ».
- Mali : La conférence sur « le multilinguisme pour la diversité culturelle et la participation de tous dans le cyberespace » s’est déroulée à Bamako (Mali) les 6 et 7 mai en présence de Kōichirō Matsuura, directeur général de l’UNESCO.
- Sénégal : 3e édition du Festival international de théâtre pour la paix (Fest'art) à Dakar en mai 2005.
- Maroc : Festival des musiques sacrées du monde du 3 au 11 juin à Fès.
- Maroc : Festival Gnaoua et musique du monde à Essaouira du 23 au 26 juin.
- Congo : cinquième édition du Festival panafricain de musique (Fespam) s’est déroulée du 9 au 16 juillet à Brazzaville.
- Mali : La troisième édition du festival « Dense Bamako danse » s’est ouverte le 11 novembre 2005 dans la capitale malienne. Ce festival de danse contemporaine, organisé par l’association Donko Seko, a réuni des troupes d'Afrique du Sud, du Burkina Faso, du Cameroun, de la Côte d'Ivoire, du Mali, du Mozambique, du Sénégal et du Tchad.
- Mali : troisièmes éditions des Trophées de la musique au Mali (Tamani) du 27 décembre au 1er janvier 2006 à Bamako.

## Sciences
- Éthiopie : L'équipe de l'archéologue Sileshi Semaw annonce dans la revue Nature avoir découvert les ossements d'hominidés Ardipithecus ramidus, datant d'environ 4,5 millions d'années sur le site de fouille de Gona dans la région de l'Afar.
- 14 janvier, Madagascar : Des zoologistes américains de l'équipe du généticien Edward Louis annonce la découverte de deux nouvelles espèces de lémuriens.

## Économie
- Croissance économique : Omar Kabbaj, président de la Banque africaine de développement (BAD), a annoncé que la croissance économique de l'année 2004 pour le continent africain avait été exceptionnel avec un taux de croissance de 4,5 % (contre 4,1 % en 2003). L'Afrique centrale a connu un taux de croissance de 8,7 %, l'Afrique de l'Est de 6,5 %, l'Afrique du Nord de 4,7 % et l'Afrique de l'Ouest de 4 %. Le président de la BAD a cependant regretté que « le continent continue de faire face à des défis majeurs, tels les conflits, la forte incidence de la pauvreté et la progression inexorable de la pandémie du Sida ».
- 22 février, Afrique de l'Ouest : La Banque centrale des États de l'Afrique de l'Ouest (BCEAO) affirme avoir récupéré 99,21 % des billets de francs CFA de la gamme de 1992, à l'issue d'une opération de démonétisation qui s'est achevée le 18 février.
- 24 février, Aéronautique : La Communauté économique et monétaire de l'Afrique centrale (CEMAC) et la compagnie aérienne Royal Air Maroc signent un protocole d'accord pour la mise en place d'une compagnie régionale nommée Air CEMAC.
- 17 mars, Aéronautique : Pose de la première pierre de l'Institut africain des métiers de l'aérien en construction sur le site de l'Aéroport international de Bamako-Sénou (Mali). Ce nouvel institut de formation a été initié par la compagnie aérienne Air France.

### Agriculture
- 28 janvier : Les pays du G8 et du NEPAD (Nouveau partenariat pour le développement de l'Afrique) annonce à Dar es Salam des actions pour le développement de l'agriculture en Afrique orientale et centrale portant principalement sur les semences, les pesticides, le commerce de l'alimentation et la mise en place de mécanismes de surveillance, d'alerte et d'évaluation pour la sécurité alimentaire.
- 4 et 5 février : À l'invitation du président sénégalais Abdoulaye Wade, un forum international sur « la fracture agricole mondiale » s'est tenu à Dakar (Sénégal) en présence de plusieurs chefs d'État : Amadou Toumani Touré (Mali), Jacques Chirac (France), Blaise Compaoré (Burkina Faso), Olusegun Obasanjo (Nigeria), Maaouiya Ould Sid'Ahmed Taya (Mauritanie), Mamadou Tandja (Niger). Il réunit des hommes politiques, des scientifiques, des représentants de la société civile et des firmes agroalimentaires autour des « perspectives pour les espaces agricoles en développement ». Des organisations paysannes d'Europe, d'Asie, d'Afrique et d'Amérique du Nord se sont réunis à l'initiative du Réseau des organisations paysannes et des producteurs de l'Afrique de l'Ouest (Roppa) et du Conseil national de concertation et de coopération des ruraux (Cncr) afin de porter leurs revendications, le droit à la souveraineté alimentaire pour chaque pays, la fin des dumpings et des subventions déguisées, et la prise en compte des intérêts des paysans dans les négociations de traités internationaux comme ceux de l'Organisation mondiale du commerce.
- 21 juin : Les paysans ouest-africains, regroupés au sein du réseau des organisations paysannes et des producteurs agricoles (ROPPA) et du Réseau des chambres d’agriculture de l’Afrique de l’ouest (RECAO), réunis à Bamako, se sont opposés aux Organismes génétiquement modifiés (OGM).

### Coton
- 14 janvier : Rencontre à Bamako des représentants de cinq pays d'Afrique sub-saharienne producteurs de coton (Mali, Bénin, Burkina Faso, Sénégal et Tchad) qui insistent sur la nécessité pour les pays développés de réduire les subventions accordées à leurs agriculteurs. « Pour la seule campagne 2004-2005, l'Afrique de l'Ouest et du Centre connaîtra un déficit estimé à plus de 220 milliards de FCFA, soit plus de 400 millions de dollars, aggravant ainsi la pauvreté en annihilant les efforts de développement », ont-ils déclaré dans un communiqué commun.
- 12 mars : Réunis à Ouagadougou (Burkina Faso) en marge des 3e journées de l'Association cotonnière africaine (ACA), les ministres de l'Agriculture du Bénin, du Burkina Faso, du Mali et du Tchad ont lancé un appel aux gouvernements africains et à la communauté internationale pour la mise en place d'un fonds de sauvetage en faveur des producteurs africains de coton. Ils souhaitent également que soit fixé un délai aux États-Unis et à l'Union européenne pour la réduction et la suppression totale des subventions accordées à leurs producteurs de coton. La concurrence du coton subventionné américain et européen entraîne un « manque à gagner » de 200 milliards de francs CFA (plus de 300 millions d'euros) aux producteurs africains de coton.

### Dette
- 17 janvier : à l'ouverture d'une réunion réunissant 18 ministre des finances africains, Gordon Brown, ministre britannique des Finances a souhaité l'annulation de la dette « impayable » de pays africains et a présenté l'ébauche d'un plan de lutte contre la pauvreté en Afrique qui a reçu le soutien de l'ancien président sud-africain Nelson Mandela.